# مگس لاجوردی
مگس لاجوردی(نام علمی: Lucilia coeruleiviridis) نام یک گونه از سرده شیشه‌سبز است.